# Австрийско приморие
Австрийско приморие (на немски: Österreichisches Küstenland; на италиански: Litorale Austriaco; на словенски: Avstrijsko primorje или само Küstenland, Litorale, Primorska) е сред земите на короната в състава на Австрийската империя (по-късно Австро-Унгария) от 1813 до 1918.
Австрийското приморие включва свободния град Триест и околностите му, Маркграфство Истрия, и Княжеско графство Горица и Градишка. Всяко от тях има независима администрация, но се намират по юрисдикцията на императорския губернатор в Триест, столицата на Крайбрежието. Пристанището на град Триест има много важно стратегическо значение за Австро-Унгария. Регионът е многонационален и в него живеят италианци, словенци, хървати, немци, фриули, истро-романи. През 1910 г. провинцията има площ от 7969 км² и население от 894 287 хил. души.

## История
През 1861 г. Горица и Градишка и Истрия получават самостоятелен статут, след което отново се обединяват с град Триест (1867).
След разпадането на Австро-Унгария Австрийското приморие е включено в състава на Италия. След края на Втората световна война по-голямата част от него е включена в Социалистическа федеративна република Югославия. Днес бившата австро-унгарска провинция е част от Хърватия и Словения, а град Триест остава в границите на Италия.

## Площ и население
Площ:
- Горица и Градишка: 2918 км²
- Истрия: 4956 км²
- Триест: 95 км²

Население (1910):
- Горица и Градишка: 260 721 – 89,3 души/км²
- Истрия: 403 566 – 81,4 души/км²
- Триест: 230 000 – 2414,8 души/км²

### Етнически групи
Горица и Градишка:
- словенци 154 564 (58 %)
- италианци 90 119 (36 %)
- немци 4486 (2 %)

Истрия:
- хървати: 168 184 (43,5 %)
- италианци: 147 417 (38,1 %)
- словенци: 55 134 (14,26 %)
- немци: 12 735 (3,3 %)